# Кенигсбрик
Кенигсбрик (њем. Königsbrück) град је у њемачкој савезној држави Саксонија. Једно је од 63 општинска средишта округа Бауцен. Према процјени из 2010. у граду је живјело 4.537 становника. Посједује регионалну шифру (AGS) 14625270.

## Географски и демографски подаци
Кенигсбрик се налази у савезној држави Саксонија у округу Бауцен. Град се налази на надморској висини од 175 метара. Површина општине износи 77,8 km². У самом граду је, према процјени из 2010. године, живјело 4.537 становника. Просјечна густина становништва износи 58 становника/km².